# Reno (Nevada)
Reno es la sede del condado de Washoe, en el estado estadounidense de Nevada. Según una estimación de 2010 la ciudad tenía una población total de 225.221 habitantes, siendo la tercera más poblada de Nevada, después de Las Vegas y de Henderson. Se encuentra a 42 km al norte de la capital estatal, Carson City, y a 35 km al noreste del lago Tahoe, asentada a los pies de la Sierra Nevada, a una altitud de 1373 metros, en un valle del altiplano montañoso y semidesértico de la Gran Cuenca. Colinda al este con Sparks, su ciudad gemela, y es conocida como La pequeña ciudad más grande del mundo. Es famosa por sus casinos, y en ella se encuentran las sedes de las corporaciones Harrah's Entertainment e International Game Technology, que fabrica la mayoría de las tragaperras del mundo.

## Toponimia
A pesar de la similitud del nombre de la ciudad con el nombre en castellano de un animal parecido al ciervo, Reno lleva el nombre de un general de la guerra de Secesión de Estados Unidos, Jesse Lee Reno.  Esa ortografía es una representación fonética del apellido original, Renault.

## Historia
A mediados del siglo XIX, unos pioneros se instalaron en la vega del Truckee (las Truckee Meadows), un valle relativamente fértil por el que el río Truckee pasa en su viaje del Lago Tahoe al lago Pirámide. Además de construir granjas, los residentes ganaron un poco de dinero de los viajeros que usaban el California Trail, que cruzaba el Truckee hacia el oeste antes de girar hacia el Lago Donner y empezar el duro cruce por la Sierra Nevada.
En la primavera de 1850 se descubrió oro en Dayton, cerca de Virginia City, y una comunidad modesta minera se desarrolló allí. El descubrimiento de plata en 1859 dio el pistoletazo de salida para uno de los "auges" más grandes de todos los tiempos, mientras que el Comstock Lode dio frutos. La conexión más cercana del Comstock al mundo exterior se encontraba en Truckee Meadows.
Para proporcionar la conexión necesaria entre Virginia City y el California Trail, Charles Fuller construyó un puente con peaje sobre el río Truckee en 1859. Una pequeña comunidad creció cerca del puente para suministrar lo necesario a los viajeros. Después de dos años, Fuller vendió el puente a Myron Lake, que siguió desarrollando el asentamiento compuesto de hotel y restaurante, al que añadió un molino, un horno y un establo de caballos de alquiler. La pequeña comunidad adoptó el nombre de Lake's Crossing (el Cruce de Lake).
En el 1868, el Central Pacific Railroad, construyendo raíles a través del Oeste para conectar con el Union Pacific Railroad, construido desde el este, para formar el primer ferrocarril transcontinental de América del Norte. Myron Lake se dio cuenta de lo que significaría una conexión ferrocarril para sus negocios, y cedió terreno al Central Pacific a cambio de una promesa de la compañía para construir una parada en Lake's Crossing. Una vez establecida la estación del tren, la ciudad de Reno se fundó el 13 de mayo de 1868. La nueva ciudad cogió su nombre del mayor general Jesse L. Reno, un oficial de la Unión en la guerra de Secesión muerto. Si Jesse Reno no hubiera cambiado la ortografía de su apellido, se puede suponer que la ciudad ahora se llamaría Renault, Nevada.
La extensión del Virginia and Truckee Railroad a Reno en el 1872 proporcionó otra ayuda significante a la economía de la ciudad. En las siguientes décadas, Reno seguía creciendo como un centro de negocios y de agricultura, y se convirtió en el pueblo principal en el ferrocarril entre Sacramento y Salt Lake City. Sin embargo, el poder político de Nevada se quedó con los pueblos mineros, primeramente Virginia City, y luego Tonopah y Goldfield.
Cuando el auge de las minas empezó a acabarse en el siglo XX, los centros de actividades de política y negocios se trasladó de las ciudades mineras a Reno y Las Vegas, y hoy en día los antiguos metrópolis mineros son poco más que ciudades fantasmas. A pesar de eso, Nevada sigue produciendo el 11% del oro del mundo.
La legalización del juego en el 1931 y la aprobación de leyes liberales del divorcio crearon otro auge para Reno. El negocio de los divorcios desapareció cuando los demás estados aprobaron leyes similares a las de Nevada, pero el juego seguía y sigue siendo una industria importante.

## Geología
Reno se encuentra justo al este de la Sierra Nevada en el borde occidental de la gran Cuenca, a una altitud de unos 1300 m sobre el nivel del mar. 
Existen numerosas fallas en la región. La mayoría de ellas son fallas (movimiento vertical) de errores asociados con el levantamiento de diferentes cordilleras, incluyendo la cordillera de la Sierra Nevada.
En febrero de 2008, un enjambre sísmico comenzó, con algunos terremotos registrados de entre 4 y 4,5 en la escala sismológica de Richter. 
Los terremotos se centran en la comunidad Somersett en el oeste de Reno cerca de las áreas de Mogul y Verdi.

## Clima
Reno se encuentra a la sombra orográfica de la cordillera de Sierra Nevada. La ciudad presenta un clima árido frío ( Köppen : BWk ) debido a su baja evapotranspiración derivada de su temperatura media anual moderada y la concentración de precipitaciones en los meses más fríos y menos soleados. La ciudad experimenta inviernos fríos y veranos calurosos.
| Parámetros climáticos promedio de Reno (Aeropuerto Internacional de Reno-Tahoe), normales 1991–2020 normals, extremos 1893–presente | Parámetros climáticos promedio de Reno (Aeropuerto Internacional de Reno-Tahoe), normales 1991–2020 normals, extremos 1893–presente | Parámetros climáticos promedio de Reno (Aeropuerto Internacional de Reno-Tahoe), normales 1991–2020 normals, extremos 1893–presente | Parámetros climáticos promedio de Reno (Aeropuerto Internacional de Reno-Tahoe), normales 1991–2020 normals, extremos 1893–presente | Parámetros climáticos promedio de Reno (Aeropuerto Internacional de Reno-Tahoe), normales 1991–2020 normals, extremos 1893–presente | Parámetros climáticos promedio de Reno (Aeropuerto Internacional de Reno-Tahoe), normales 1991–2020 normals, extremos 1893–presente | Parámetros climáticos promedio de Reno (Aeropuerto Internacional de Reno-Tahoe), normales 1991–2020 normals, extremos 1893–presente | Parámetros climáticos promedio de Reno (Aeropuerto Internacional de Reno-Tahoe), normales 1991–2020 normals, extremos 1893–presente | Parámetros climáticos promedio de Reno (Aeropuerto Internacional de Reno-Tahoe), normales 1991–2020 normals, extremos 1893–presente | Parámetros climáticos promedio de Reno (Aeropuerto Internacional de Reno-Tahoe), normales 1991–2020 normals, extremos 1893–presente | Parámetros climáticos promedio de Reno (Aeropuerto Internacional de Reno-Tahoe), normales 1991–2020 normals, extremos 1893–presente | Parámetros climáticos promedio de Reno (Aeropuerto Internacional de Reno-Tahoe), normales 1991–2020 normals, extremos 1893–presente | Parámetros climáticos promedio de Reno (Aeropuerto Internacional de Reno-Tahoe), normales 1991–2020 normals, extremos 1893–presente | Parámetros climáticos promedio de Reno (Aeropuerto Internacional de Reno-Tahoe), normales 1991–2020 normals, extremos 1893–presente |
| Mes | Ene. | Feb. | Mar. | Abr. | May. | Jun. | Jul. | Ago. | Sep. | Oct. | Nov. | Dic. | Anual |
| --- | --- | --- | --- | --- | --- | --- | --- | --- | --- | --- | --- | --- | --- |
| Temp. máx. abs. (°C) | 21.7 | 23.9 | 28.3 | 32.2 | 36.7 | 40 | 42.2 | 40.6 | 41.1 | 33.9 | 25 | 21.7 | 42.2 |
| Temp. máx. media (°C) | 8.7 | 11.2 | 15.1 | 18.2 | 23.4 | 29.2 | 34.4 | 33.4 | 28.8 | 21.3 | 13.7 | 8.2 | 20.4 |
| Temp. media (°C) | 2.7 | 4.8 | 8.1 | 10.9 | 15.7 | 20.7 | 25.1 | 23.9 | 19.4 | 12.8 | 6.6 | 2.3 | 12.8 |
| Temp. mín. media (°C) | -3.3 | -1.7 | 1.1 | 3.6 | 8.1 | 12.1 | 15.8 | 14.5 | 10.2 | 4.3 | -0.6 | -3.5 | 5.1 |
| Temp. mín. abs. (°C) | -27.2 | -26.7 | -19.4 | -10.6 | -8.9 | -3.9 | 0.6 | -4.4 | -6.7 | -13.3 | -17.2 | -26.7 | -27.2 |
| Precipitación total (mm) | 31.8 | 26.2 | 20.3 | 11.2 | 14 | 10.4 | 5.1 | 6.1 | 5.3 | 12.7 | 15.7 | 27.9 | 186.7 |
| Nevadas (cm) | 13.2 | 13.2 | 7.4 | 1 | 0.3 | 0 | 0 | 0 | 0 | 0.3 | 4.6 | 13.2 | 53.1 |
| Días de precipitaciones (≥ 0.2 mm)                                                                                                  | 6.9 | 7.0 | 5.5 | 4.5 | 4.4 | 3.1 | 1.7 | 1.6 | 2.0 | 2.9 | 4.3 | 6.6 | 50.5 |
| Días de nevadas (≥ 0.2 cm) | 3.4 | 3.3 | 2.0 | 0.7 | 0.2 | 0.0 | 0.0 | 0.0 | 0.0 | 0.1 | 1.2 | 3.0 | 13.9 |
| Horas de sol | 195.6 | 204.2 | 291.0 | 332.1 | 375.8 | 393.8 | 424.0 | 390.8 | 343.9 | 295.2 | 212.0 | 187.5 | 3645.9 |
| Humedad relativa (%) | 68.0 | 60.2 | 52.7 | 45.9 | 43.2 | 39.9 | 36.2 | 39.3 | 44.0 | 50.7 | 61.2 | 67.6 | 50.7 |
| Fuente: NOAA (humedad y horas de sol 1961–1990)                                                                                     | | | | | | | | | | | | | |

## Educación

### Universidades

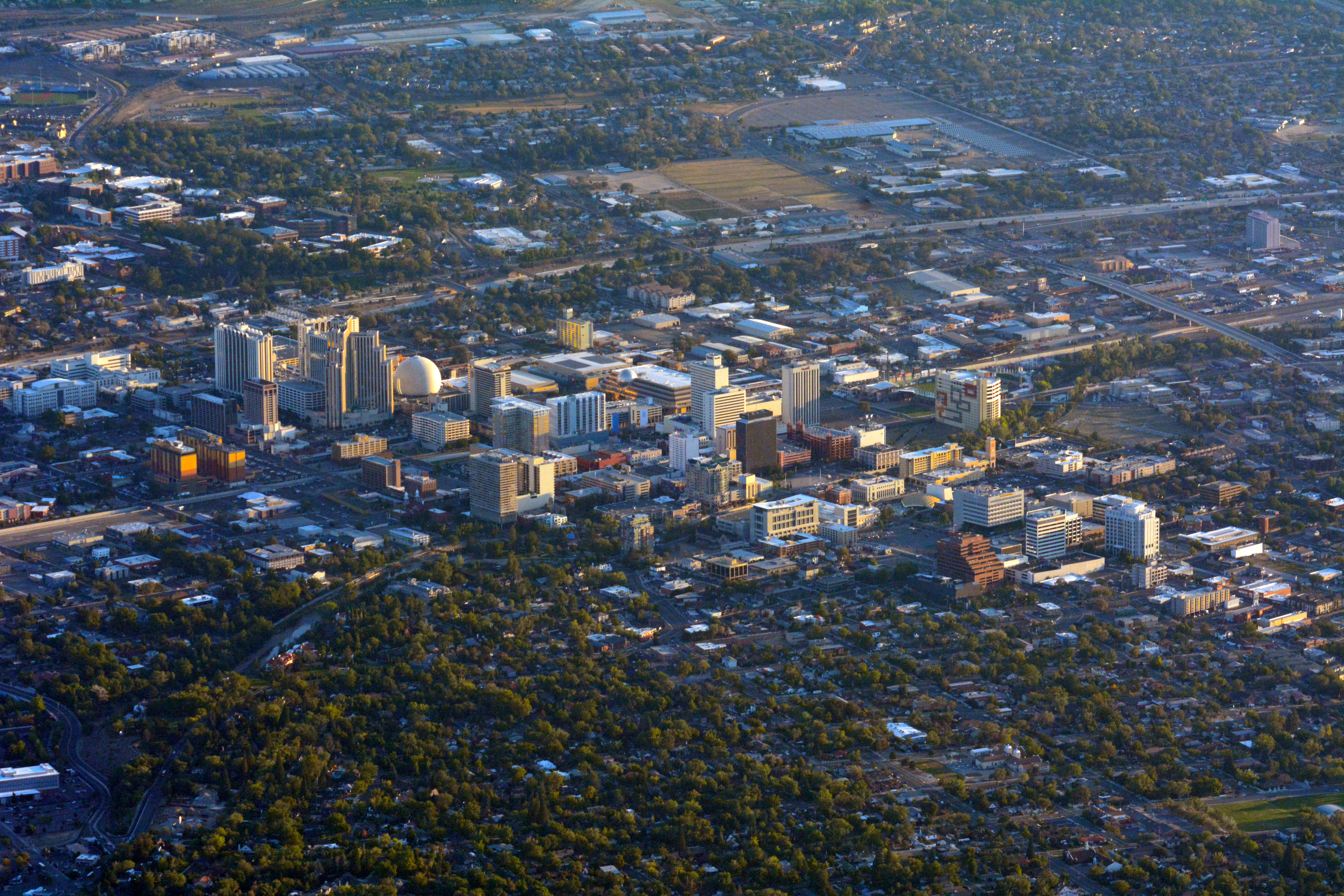
Reno (2014)

- La University of Nevada, Reno es la más antigua del estado. En 1886, la universidad estatal, que anteriormente era solamente una escuela de preparación, se trasladó de Elko en el noreste del estado a su localización actual en el norte de Reno, donde se convirtió en universidad. El primer edificio construido, el Morrill Hall, aún está al pie del "quad" (plaza) central. La universidad creció lentamente, pero hoy cuenta con más que 20.000 estudiantes, la mayoría procedentes de Nevada. Entre sus especialidades se encuentran: ingeniería de minas, agricultura y periodismo; también cuenta con el más importante de los dos centros de estudios vascos del país, el Center for Basque Studies que posee la biblioteca más copiosa sobre el tema fuera de País Vasco y Navarra. Además, el campus de la Universidad de Nevada, Las Vegas alberga la única facultad de derecho del estado.

- Truckee Meadows Community College es un college (universidad que ofrece solamente títulos de grado) que tiene aproximadamente 13.000 estudiantes en cinco facultades. Ofrece un rango variado de programas, incluyendo clases de desarrollo profesional o meramente lúdicas. Para tomar la clase se puede asistir al aula, seguir una retrasmisió por cable, o realizar el curso por Internet. Truckee Meadows Community College ofrece más de 50 campos de estudios.

El Washoe County School District (distrito escolar del condado de Washoe) se encarga de la educación pública. Reno cuenta con nueve institutos (high schools), 15 centros de enseñanza media (middle schools), y 62 escuelas primarias.

### Escuelas privadas
Reno tiene varios institutos, de los cuales el más grande es Bishop Manogue. La única escuela de preparación para la universidad es Sage Ridge School.

## Industria del juego
En un tiempo, Reno fue la capital mundial del juego. Hay muchas razones por las cuales Reno ha experimentado una disminución del turismo, entre ellas la cercanía con la capital del juego mundial, Las Vegas, la pérdida del Reno Air, y el aumento de los casinos regentados por indios americanos en las reservas autónomas. Estos factores han afectado a Las Vegas muy poco, pero Reno y el norte de Nevada han sufrido un notable descenso del negocio. Casinos más pequeños, como el Comstock y el Sundowner han cerrado, y los grandes experimentan "oleadas bajas" durante la semana, especialmente en invierno. Sólo durante los fines de semana, los días festivos, y en eventos especiales se puede ver un aumento de los negocios.
Para atraer más turismo a la zona, Reno organiza muchos eventos especiales durante el año, todos muy exitosos. Incluyen Hot August Nights (una convención de coches clásicos), Street Vibrations (una convención de motocicletas), La Gran Carrera de Globos, Great Reno Balloon Race una gran barbacoa o fiesta de costillas, la celebración mexicana del Cinco de Mayo, torneos de bolos y las Carreras de Aviones.

## Revitalización del centro
El cierre de muchos casinos del centro sorprendentemente ha inspirado a promotores de fuera del Estado a convertir dichos casinos en condominios de lujo. Además de convertir viejos casinos, también están construyendo nuevos edificios en solares vacantes.
El Reno Trench Project (ReTRAC) esperaba solucionar los problemas de atascos de tráfico y ruido poniendo el ferrocarril por debajo del nivel de la calle. Cumplido el 22 de noviembre de 2005, el ayuntamiento espera que esto haga que la ciudad sea más accesible para los turistas.

## Demografía
En el censo de los Estados Unidos del 2000, había 180 480 personas, 73 904 hogares (households), y 41 681 familias en la ciudad. La densidad de población es de 2611,4/km². Hay 79.453 viviendas con una densidad de 443,9/km². La composición racial de la ciudad es de 77,5% caucásicos, 2,6% afroamericanos, 1,3% indios, 5,3% asiáticos, 0,6% pacífico-isleños, 9,3% de otros, 3,6% de más que una raza. El 19,2% de la población es hispana, de cualquier raza.
Hay 73.904 hogares, de los cuales el 27,6% tienen niños menores de 18; 40,5% están casados viviendo juntos, 10,6% son de una mujer sin marido, 43,6% son "no-familias". El 32,6% son solteros, y el 9,2% viven con una persona mayor de 65 años. El tamaño medio de un hogar es de 2,38 personas, y de una familia de 3,06 personas.
El 23,2 % de la población es menor de 18 años; 11,8 % entre 18 y 24; 31,5 % de 25 a 44; 22,2 % de 45 a 64, y 11,4 % con más de 65 años. La edad media es de 34 años. Para cada 100 mujeres hay 104,6 hombres; para cada 100 mujeres mayores de 18, hay 104 hombres.
Los ingresos medios para un hogar en la ciudad es de US$40.530, y los ingresos medios de una familia de $49.582. Los hombres tienen ingresos medios de $33.204 y mujeres de $26.763. Ingresos por persona son de $22.520. El 12,6% de la población y el 8,3% de los menores de 18 y el 7,1% de los mayores de 65 años viven en pobreza.

## Transporte
El río Truckee pasa por la ciudad, así también el ferrocarril Union Pacific, la autopista interestatal 80 (este-oeste), y la carretera nacional 395 (norte-sur).
Reno goza de un sistema extensivo de autobuses, denominado Citifare, que también tiene una conexión con Carson City al sur por el sistema Pride.
Amtrak para en la ciudad. El 5, el California Zephyr para el oeste, sale de Reno cada mañana y pasa por Truckee, Colfax, Rosevill, Sacramento, Davis, Martínez, Emeryville y San Francisco. El Amtrak 6, el California Zephyr hacia el este, sale de Reno todas las tardes y pasa por Sparks, Winnemucca, Elko, Salt Lake City, Provo, etc., hacia Chicago.
También dispone de un aeropuerto internacional, el Aeropuerto Internacional de Reno-Tahoe, y uno regional, el aeropuerto de Reno-Stead.

## Cultura
- National Automobile Museum-museo de la colección de coches clásicos de W. Harrah.
- Nevada Historical Society Museum-museo de la historia de la región
- Nevada Museum of Art-museo de arte
- University of Nevada, Reno Arboretum
- Wilbur D. May Arboretum and Botanical Garden
- Templo SUD de Reno

## Miscelánea
- La Reno-Tahoe Winter Games Coalition estaba trabajando para ser la sede de los Olímpicos de 2014, pero el Comité Olímpico de EE. UU. decidió no ofrecer una ciudad por esos juegos. Reno seguirá intentando ser la sede de los juegos del 2022.
- Las películas rodadas en Reno incluyen The Cooler, Magnolia, Misery, The Wizard (El pequeño mago), Vidas rebeldes (Los inadaptados, The Misfits), Kingpin (Vaya par de idiotas), Furia ciega, El Cadillac rosa, Sister Act: una monja de cuidado, y, por supuesto, Waking Up In Reno (Despertándose en Reno).
- Asesinato del boxeador argentino Oscar "Ringo" Bonavena.
- El 22 de mayo de 1976 fue asesinado por Ross Brymer, un guardaespaldas del famoso burdel Mustang Ranch. Su asesinato se produjo en el marco de una disputa con el mafioso Joe Conforte, un siciliano dueño del Mustang Ranch, prostíbulo y casino en Reno, Nevada. Bonavena recibió un disparo de fusil Remington 30-08.

## Ciudades hermanas
Reno tiene nueve ciudades hermanas:
- Yellowknife, Territorios del Noroeste, Canadá
- Hazor, Israel
- San Sebastián, España
- Udon Thani, Tailandia
- Taichung, Taiwán
- Shenzhen, Cantón, China
- Nálchik, Rusia
- Nanhai, Foshán, Cantón, China
- Fresnillo, Zacatecas, México
- Whanganui, Nueva Zelanda, fue una ciudad hermana desde 1974 a 2009.